# Sainte-Opportune-du-Bosc
Sainte-Opportune-du-Bosc település Franciaországban, Eure megyében. Lakosainak száma 636 fő (2022. január 1.). Sainte-Opportune-du-Bosc Villez-sur-le-Neubourg és Thibouville községekkel határos.

## Népesség
A település népessége az elmúlt években az alábbi módon változott:
| Lakosok száma | 145  | 192  | 278  | 563  | 668  | 663  | 648  | 650  | 647  | 636  |
|               | 1968 | 1982 | 1990 | 2006 | 2013 | 2015 | 2017 | 2019 | 2020 | 2022 |